# Ščurkovo
Ščurkovo je naselje v Občini Cerknica brez stalnih prebivalcev.